# Gerhard Rohlfs (lingvist)
Gerhard Rohlfs, född 14 juli 1892 i Berlin, död 12 september 1986, var en tysk språkforskare. Han undervisade i romanska språk och litteratur vid universiteten i Tübingen och München i Tyskland.
Rohlfs huvudsakliga intresse var de språk och dialekter som talas i södra Italien och han reste mycket i denna region. Han studerade språket Griko (en grekisk dialekt som fortfarande talas på några få platser i Salento och i södra Kalabrien) och hittade flera indikationer som tyder på att Griko är en direkt efterföljare till det språk som ursprungligen talades av grekiska kolonister i Magna Grecia. Han avancerade först denna teori i sin bok Griechen und Romanen i Unteritalien (1924). Han publicerade också två kompletta ordförråd över dialekter talade i Kalabrien (1938-1939) och i Salento (1956-1961).
Rohlfs främsta verk anses vara hans historiska grammatik i det italienska språket och dess dialekter (Historische Grammatik der italienischen Sprache und ihrer Mundarten, 1949-1954). Han blev hedersdoktor vid Università della Calabria i Cosenza och Salentouniversitetet i Lecce.
Rohlfs invaldes 1953 som utländsk ledamot av Kungliga Vetenskapsakademien i Stockholm.